# Calycomyza artemisiae
Calycomyza artemisiae är en tvåvingeart som beskrevs av Johann Heinrich Kaltenbach 1856. Calycomyza artemisiae ingår i släktet Calycomyza och familjen minerarflugor. Arten är reproducerande i Sverige. Inga underarter finns listade i Catalogue of Life.